# Милена Предић
Милена Предић (Панчево, 15. септембар 1981) српска је филмска и гласовна глумица. Најпознатија је по улози Тање у филму Такси блуз.

## Биографија
Милена Предић је рођена 15. септембра 1981. године у Панчеву. Бави се синхронизацијом филмова за студије Басивити, Вочаут и Ливада Београд. 
Са супругом Марком Јоцићем, филмским продуцентом, има два сина — Саву и Илију.

## Филмографија
| Год.       | Назив                                    | Улога                   |
| ---------- | ---------------------------------------- | ----------------------- |
| 2000-е     |                                          |                         |
| 2007.      | Не остављај ме са странцем (кратки филм) | Јелена                  |
| 2007.      | Премијер                                 | новинарка               |
| 2008.      | Рањени орао                              | Јелка                   |
| 2009.      | Зона мртвих                              |                         |
| 2009.      | Свети Георгије убива аждаху              | Јелена                  |
| 2010-е     |                                          |                         |
| 2010.      | Шесто чуло                               | Сандра                  |
| 2010.      | Ма није он такав                         | Надица                  |
| 2010.      | Наша мала клиника                        | Милунка                 |
| 2011.      | Сестре                                   | Љубица                  |
| 2011.      | Доктор Реј и ђаволи                      |                         |
| 2011−2013. | Жене са Дедиња                           | Зорка                   |
| 2012.      | Интензивни ударац у главу                | Жена                    |
| 2012.      | Залет                                    |                         |
| 2013.      | Монтевидео, Бог те видео!                | Службеница у пошти      |
| 2013.      | СамоКажем                                | Продавачица             |
| 2015–2016. | Андрија и Анђелка                        | Цаки/Другарица          |
| 2016.      | Браћа по бабине линије                   | Даница                  |
| 2016.      | У потрази за Дори                        | Жена риба               |
| 2017.      | Синђелићи                                | Светлана                |
| 2016–2017. | Сумњива лица                             | Нина                    |
| 2017.      | Мамини синови                            | Банкарска службеница    |
| 2017.      | Убице мог оца                            | Славица                 |
| 2018.      | Злогоње                                  | Учитељица               |
| 2018.      | Extinction                               | Комшиница               |
| 2018.      | Корени (ТВ серија)                       | Ката                    |
| 2019.      | Такси блуз                               | Тања                    |
| 2019.      | Покоравање                               |                         |
| 2020-е     |                                          |                         |
| 2020.      | Хотел Београд                            | Миљана                  |
| 2020.      | Незвани гости                            |                         |
| 2021.      | Камионџије д. о. о.                      | Милена                  |
| 2021.      | Једини излаз                             | Маша Колар              |
| 2021.      | Нечиста крв: Грех предака                | Тодора                  |
| 2021.      | Нечиста крв (ТВ серија)                  | Тодора                  |
| 2022.      | Чудне љубави                             | Бојана                  |
| 2022.      | Света Петка — Крст у пустињи             | Параскева / Света Петка |
| 2023.      | Изолација                                | психијатар              |

## Улоге у синхронизацијама
| Година | Назив                                | Улога             |
| ------ | ------------------------------------ | ----------------- |
| 2015.  | У мојој глави                        | Мамина туга       |
| 2016.  | У потрази за Дори                    | Жена риба         |
| 2017.  | Лепотица и звер (2017)               | Перушка (говор)   |
| 2018.  | Пећинци                              |                   |
| 2018.  | Пчелица Маја: Медене игре            |                   |
| 2019.  | Прича о играчкама 4                  | Бо Пип            |
| 2020.  | Капетан Сабљозуби и магични дијамант |                   |
| 2021.  | Свемирски баскет: Ново наслеђе       | додатни гласови   |
| 2021.  | Душа                                 | Докторка          |
| 2024.  | У мојој глави 2                      | Тренер Робертсова |